# 너태시아 윌리엄스

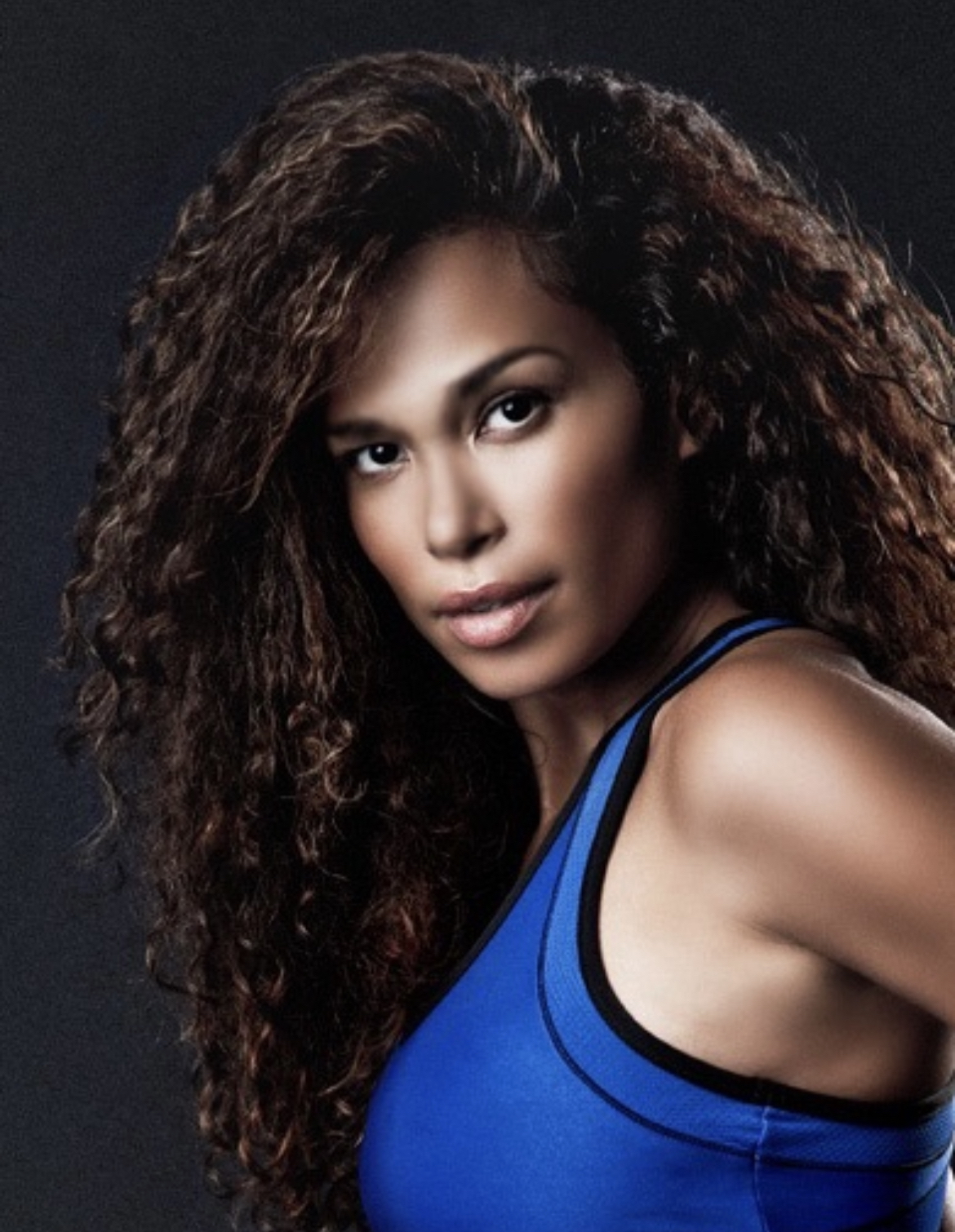

너태샤 윌리엄스(영어: Natashia Williams, 1978년 8월 2일 ~ )는 미국의 배우, 모델이다.

## 영화
- 써클 오브 에이트 (2009년)
- 스마일리 페이스 (2007년)
- 아메리칸 아이돌 (2002년)
- 소 리틀 타임 (2001년)
- 트리핑 (1999년)
- 스마트 가이 (1997년)
- 하우 투 비 어 플레이어 (1997년)